# جورجي كوكولي
جورجي كوكولي (بالصربية: Ђорђе Кукољ) (مواليد 7 مايو 2001 في بلغراد، صربيا) لاعب كرة قدم صربي يجيد اللعب في مركز الظهير الأيمن وبدرجة أقل الوسط الأيمن. يلعب حاليا لصالح الأهلي البحريني منذ 2024.